# Штуппахская Мадонна
Штуппахская Мадонна (нем. Die Stuppacher Madonna — произведение немецкого художника эпохи Северного Возрождения Маттиаса Грюневальда (Матиса Готхарта Нитхарта) из Ашаффенбурга (Бавария). Часть утраченного триптиха Алтарь Марии Снежной (нем. Maria-Schnee-Altar). Алтарная картина с изображением Девы Марии создана между 1517 и 1519 годами (по иным данным около 1516 года). Расположена в приделе приходской церкви «Коронования Девы» (Pfarrkirche Mariä Krönung) в Бад-Мергентхайм-Штуппахе (Франкония). Наряду с Изенгеймским алтарём это произведение является одним из главных творений Грюневальда.

## История создания
В 1515 году, о чём свидетельствует надпись на раме картины, был заключён договор между каноником Ашаффенбургской коллегиальной церкви Св. Петра и Александра (Stiftskirche St. Peter und Alexander) Генрихом Райцманом и художником Матисом Готхартом (Грюневальдом). Алтарный образ Марии был создан художником во время работы над Изенгеймским алтарём. Рисунок Грюневальда «Коронованная Мадонна с крылатым младенцем», который называют этюдом к Штуппахской Мадонне, находится в Кабинете гравюр Государственной галереи Штутгарта (Баден-Вюртемберг).
Картина была задумана для Новой капеллы, теперь Капелла Марии Снежной (Maria-Schnee-Kapelle) коллегиальной церкви в Ашаффенбурге. Она должна была находиться на стене за алтарём. Капеллу построили Каспар Шанц и его брат Георг. Когда 21 октября 1516 года её открыл архиепископ Бранденбургский Альбрехт, картина, скорее всего, уже находилась на предназначенном для неё месте, поскольку в 1517 году её описывали как завершённую. Однако по иным источникам, которые приводит российский германист М. Я. Либман, доски и краски для картины были подготовлены в 1517 году, но, поскольку Грюневальд был занят работой над Изенгеймским алтарём, Мадонна была написана позднее, что доказывает и дата на раме картины: 1519.
Картина написана на нескольких досках хвойных пород отборного качества. Нижняя часть покрыта тонкой тканью. В качестве связующих для пигментов темперы Грюневальд использовал различные вещества, поэтому эту живопись называют смешанной техникой. На старом месте, для которого была предназначена алтарная картина, осталась лишь рама. Из трёх створок одна исчезла. Другая находится в музее Фрайбурга, центральная часть помещена в приходской церкви Штуппаха. Её копия в раме 1947 года — в приходской церкви Св. Петра и Александра в Ашаффенбурге.
В 1517 году каноник Генрих Райцман, слывший поклонником нового для Германии культа — «Снежного чуда Марии», заказал у Грюневальда ещё одну картину, изображающую «Снежное чудо». По его желанию картину следовало разместить рядом с «Мадонной». Однако, поскольку для второй картины в маленькой капелле, вероятно, не нашлось подходящего места, было найдено решение: «Мадонна» стала средней частью триптиха, а картина «Снежное чудо» — правой боковой створкой (ныне находится в Музее августинцев во Фрайбурге-им-Брайсгау). Так между 1517 и 1519 годами был создан «Алтарь Марии Снежной» (Maria-Schnee-Altar). На утраченной левой створке, вероятно, были изображены трое жертвователей алтаря и капеллы. Из-за низкой высоты потолка базовая панель оригинальной картины была удалена и заменена низкой пределлой. После необходимых доработок триптих установили на алтарном престоле.
Штуппахскую Мадонну вынули из рамы около 1531 года (оригинальная рама не сохранилась). В 1532 году Альбрехт Бранденбургский, архиепископ Майнцский, подарил картину Вальтеру фон Кронбергу, Великому Магистру Тевтонского ордена в Мергентхайме.
В 1809 году «Мадонну» Грюневальда обнаружили в капелле бывшего замка распущенного Тевтонского ордена в Мергентхайме. В 1812 году картину приобрёл для своей церкви Бальтазар Блюмхофер, пастор прихода Штуппах. В то время картину приписывали Рубенсу. В 1854 году церковь была перестроена в неоготическом стиле. Рама для картины, встроенной в новый главный алтарь, оказалась слишком маленькой. Поэтому алтарь пришлось обрезать со всех сторон.
Во время реставрации в 1881 году алтарь был признан творением Маттиаса Грюневальда. Это не особенно понравилось жителям Штуппаха, поскольку имя «Рубенс» звучало лучше, чем имя «Грюневальд», которое было известно лишь немногим экспертам. Картину несколько раз реставрировали с момента нахождения в Штуппахе, в том числе с 1926 по 1931 год.
Между 1943 и 1947 годами известный художник Кристиан Шад, знакомый с техникой живописи старых мастеров, по поручению города Ашаффенбурга скопировал «Мадонну» Грюневальда. Эта копия находится в коллегиальной церкви Св. Петра и Александра в Ашаффенбурге, где вначале находился оригинал Штуппахской Мадонны.

## Иконография и композиция картины
Картина, согласно католической иконографии, представляет Деву Марию в «запертом саду» Hortus conclusus (символ девственности Марии) на фоне готической церкви (в ней узнаются элементы собора в Страсбурге). Её голова повернута к Младенцу, который стоит у Неё на коленях и которому она левой рукой передает инжир. Над головой Марии изображена радуга, небо открывается в левом верхнем углу картины, где видны Бог Отец и ангелы. Справа, у корня дерева (Древа Иессеева) помещена ваза с цветами, в ней розы и лилии. Многочисленные детали указывают на то, что картину Грюневальда следует интерпретировать в качестве изображения Марии как Матери Церкви (Sponsa et mater Ecclesia — Невесты и Матери церкви одновременно).
Как это свойственно картинам того времени, большинство изображённых предметов имеют глубокую многоплановую символику. Основные аллегории соотносятся с мистическими символами, например, с теми, что встречаются в видениях Святой Бригитты Шведской. Поэтому одним из иконографических источников композиции Штуппахской Мадонны считаются «Откровения» Святой Бригитты, изданные на немецком языке в 1502 году в Нюрнберге. В этой книге монахиня рассказывает, как она беседует с Христом, и страдания Спасителя «воспринимаются ею как свои собственные».

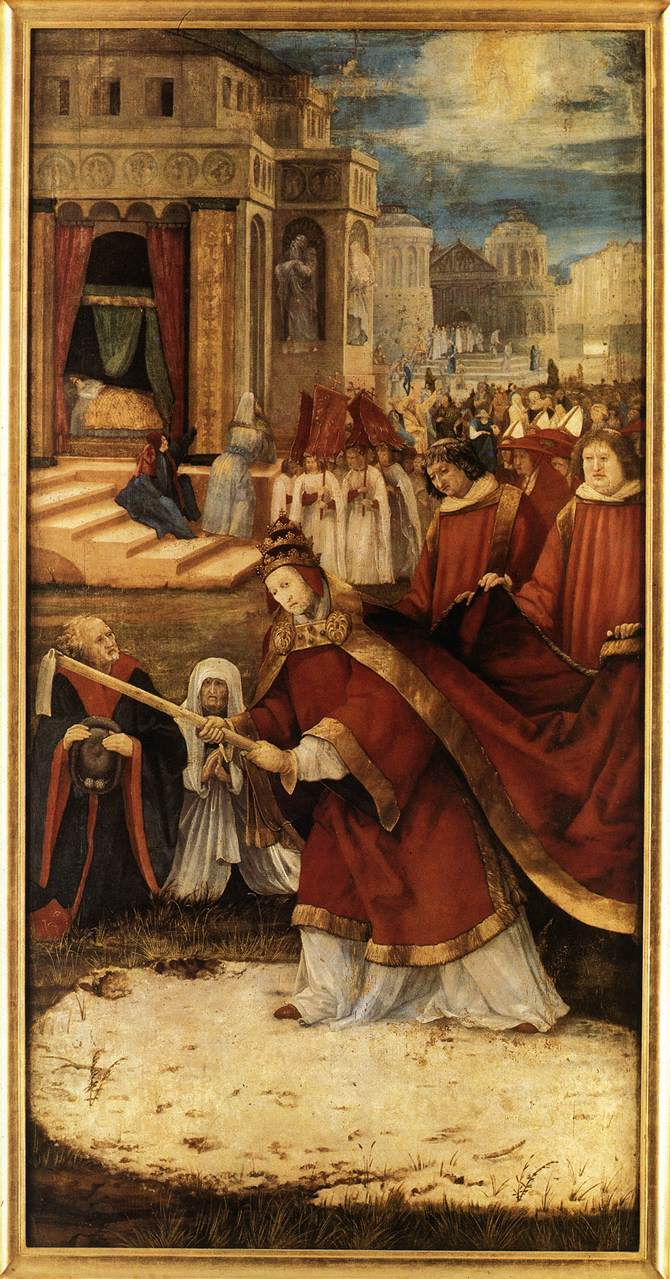
Чудо Девы Марии Снежной. Между 1517 и 1519. Дерево, масло. Музей августинцев, Фрайбург-им-Брайсгау
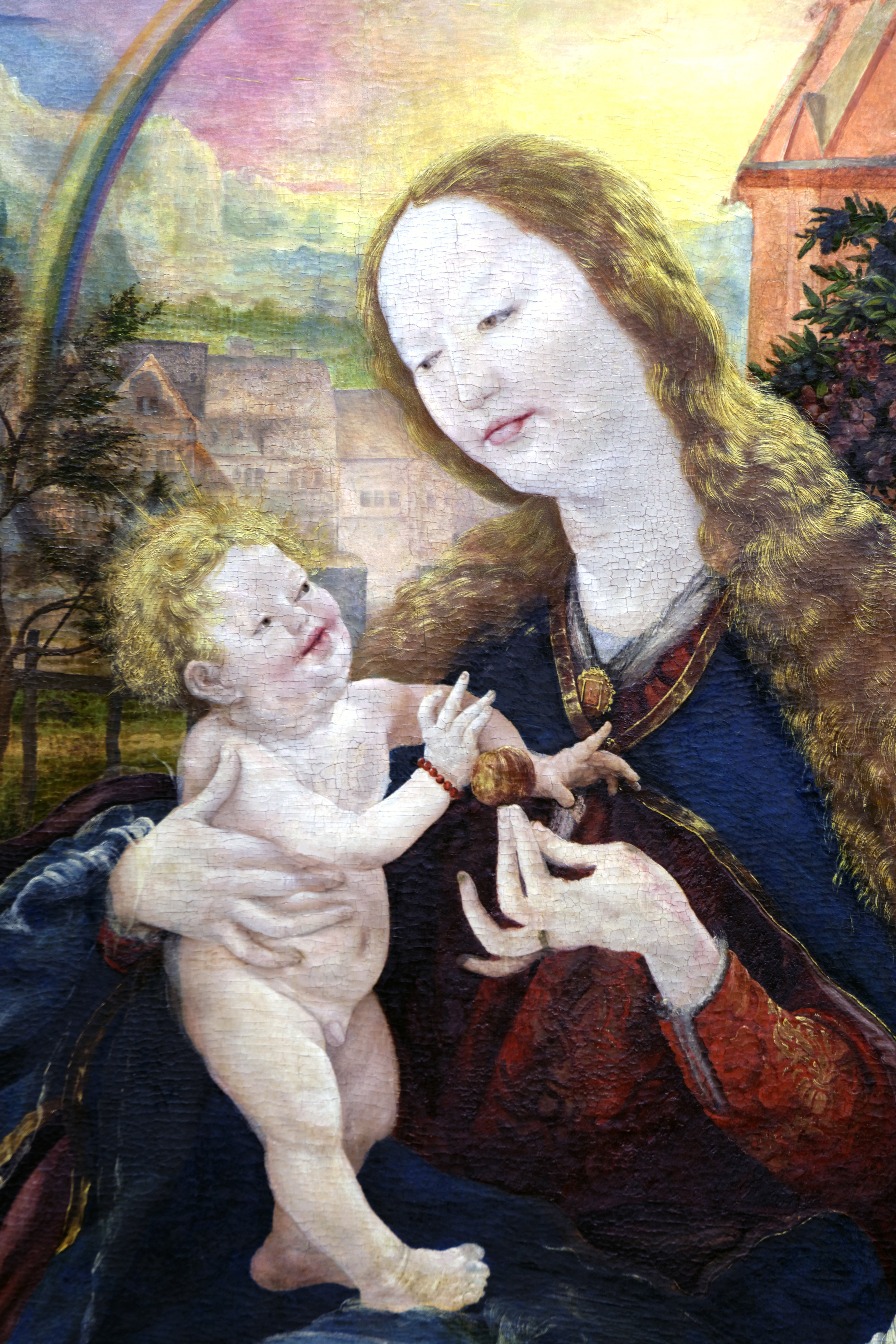
Штуппахская Мадонна. Центральная часть
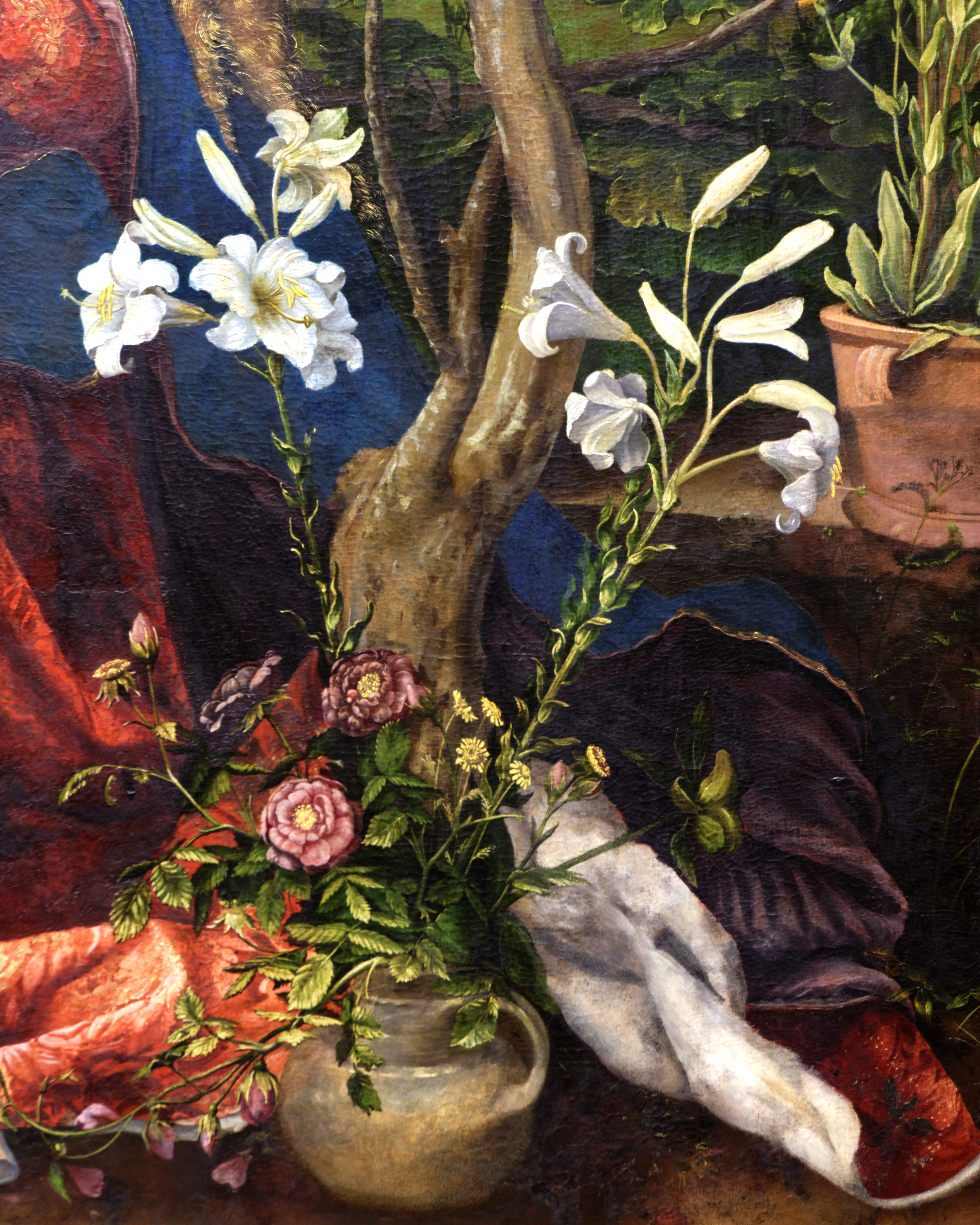
Деталь картины
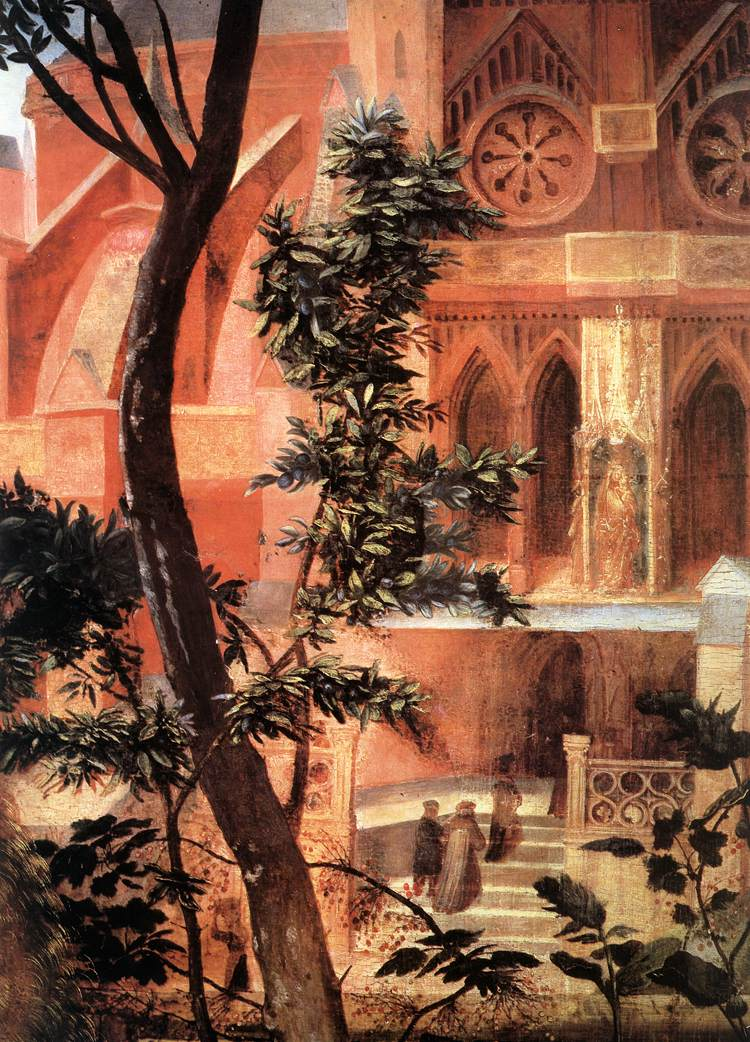
Деталь картины
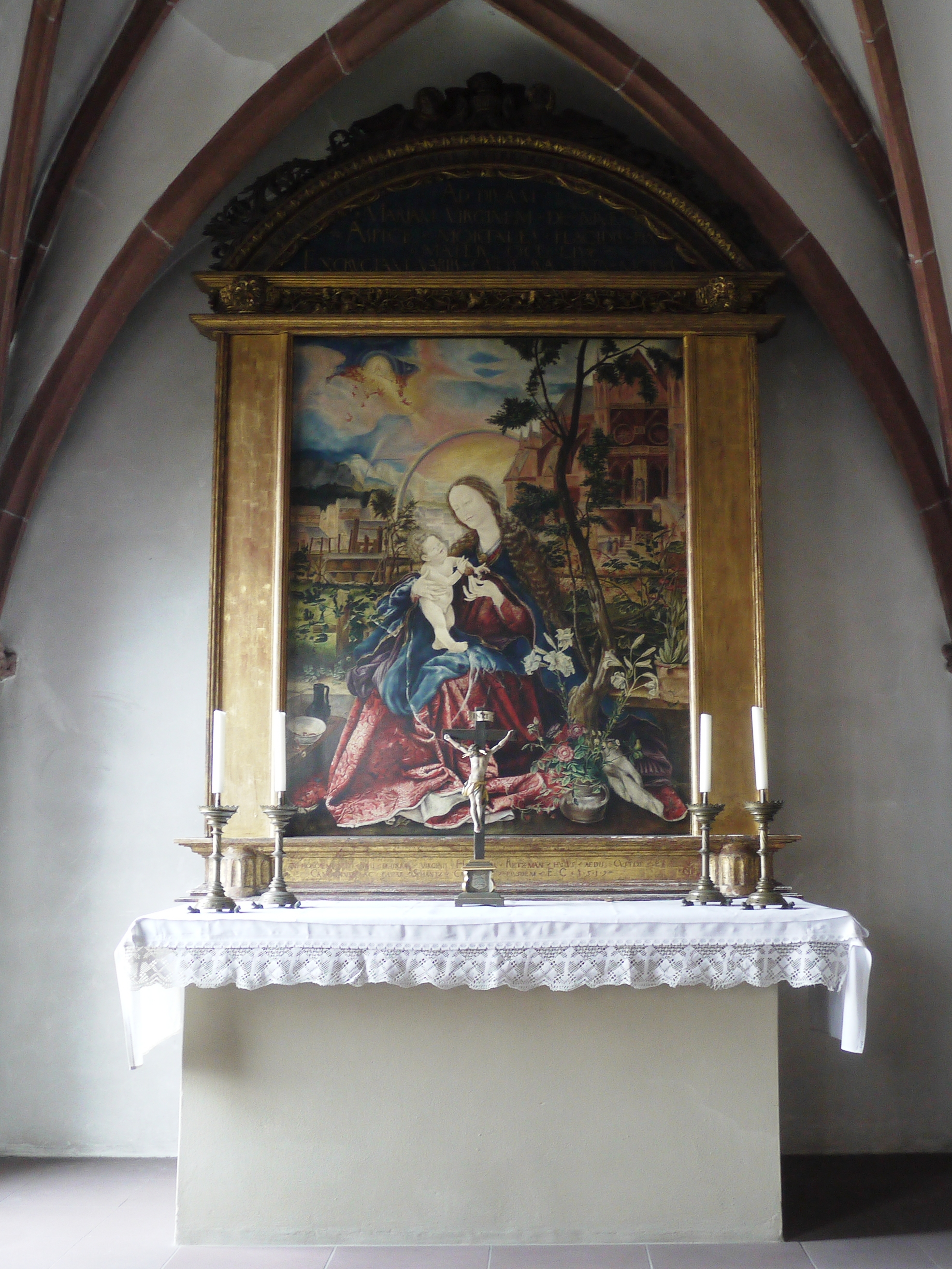
К. Шад. Копия Штуппахской Мадонны. Коллегиальная церковь святых Петра и Александра, Ашаффенбург